# روبرت إتش بي. بالدوين
روبرت إتش بي. بالدوين (بالإنجليزية: Robert H. B. Baldwin)‏ هو مسير أعمال وشخصية أعمال أمريكي، ولد في 9 يوليو 1920 في إيست أورانج في الولايات المتحدة، وتوفي في 3 يناير 2016 في Skillman, New Jersey ‏ في الولايات المتحدة.

## وصلات خارجية
- روبرت إتش بي. بالدوين على موقع إن إن دي بي (الإنجليزية)